# Elisabetta Grimani
Elisabetta Grimani-Manin, död 31 augusti 1792, var en dogaressa av Venedig, gift med Venedigs doge Ludovico Manin (r. 1789-1797).
Hon var dotter till Antonio Grimani och gifte sig med Ludovico Manin 14 september 1748. Hon avled i en "nervös sjukdom" som påverkade hennes psykiska hälsa. Hon var Venedigs sista dogaressa och den sista som fick en statsbegravning.